# Lealholm
Lealholm är en ort i Storbritannien.   Den ligger i grevskapet North Yorkshire och riksdelen England, i den centrala delen av landet, 300 km norr om huvudstaden London. Lealholm ligger 101 meter över havet och antalet invånare är 974.
Terrängen runt Lealholm är kuperad söderut, men norrut är den platt. Lealholm ligger nere i en dal. Runt Lealholm är det ganska tätbefolkat, med 129 invånare per kvadratkilometer. Närmaste större samhälle är Guisborough, 17,1 km nordväst om Lealholm. Trakten runt Lealholm består i huvudsak av gräsmarker.